# Dialeuropora pterolobiae
Dialeuropora pterolobiae là một loài côn trùng cánh nửa trong họ Aleyrodidae, phân họ Aleyrodinae.
Dialeuropora pterolobiae được David & Subramaniam miêu tả khoa học đầu tiên năm 1976.